# Championnat d'Afrique masculin de basket-ball 1962
Navigation
Maroc 1964
Le championnat d'Afrique de basket-ball 1962 est la première édition du  championnat d'Afrique des nations. Elle s'est déroulée du 24 au 30 mars 1962 au Caire en Égypte alors nommée République arabe unie.

## Classement final
| Position | Équipe   | Bilan |
| -------- | -------- | ----- |
| 1        | Égypte   | 4v-0d |
| 2        | Soudan   | 3v-1d |
| 3        | Maroc    | 2v-2d |
| 4        | Guinée   | 1v-3d |
| 5        | Éthiopie | 0v-4d |